# Lusino
Lusino (biał. Люсіна; ros. Люсино) – agromiasteczko na Białorusi, w obwodzie brzeskim, w rejonie hancewickim, w sielsowiecie Lusino, przy drodze republikańskiej .
W XIX w. opisywane jako dzika, zapadła miejscowość na bezludnym Polesiu. W dwudziestoleciu międzywojennym leżało w Polsce, w województwie poleskim, w powiecie łuninieckim, gminie Chotynicze.
Znajdują tu się przystanki kolejowe Lusino oraz Jakuba Kołasa, położone na linii Równe – Baranowicze – Wilno. Przed II wojną światową przystanek Lusino był stacją kolejową.